# Матумби
Мату́мби — народ, разновидность банту. Обитают в Танзании, на восточной окраине страны.

## Общие сведения
Проживают по берегам реки Рувума в восточнонотанзанийском регионе Линди.
Согласно данным на 2009 год, представителей народа матумби — 227000 человек.
Матумби говорят на языке киматумби, также используют, но ограниченно, суахили. Диалект киматумби — кучи (Kuchi). Язык не является письменным в полном смысле этого понятия, только т. н. младописьменным, ведь есть словарь, грамматика, различные тексты.
По религии матумби преимущественно мусульмане-сунниты, есть христиане, некоторые придерживаются также традиционных верований.

## Этническая история
Матумби вошли в мировую историю как народ, который поднял восстание Маджи-Маджи (1905—1907), которое охватило значительные территории Германской Восточной Африки. Исторически матумби благодаря труднопроходимым горам существовали и развивались относительно изолированно, в частности их практически не затронула охота на рабов. Матумби довольно широко распространялись на восточноафриканском побережье в доколониальный период. Они оставались относительно автономными в вопросах управления и религии, чему даже не могла помешать новая немецкая власть. Внутри своего клана матумби поддерживали крепкие связи и единство, что обеспечивало им защиту от работорговцев и других внешних врагов. Это достигалось в том числе и благодаря системе оповещения там-тамами, которая сыграла свою роль и во время восстания Маджи-Маджи. По словам специалиста по восстанию Маджи-Маджи Карла Мартина Зееберга (Karl-Martin Seeberg), матумби все больше теряли терпение,  полагая:
У нас есть медицина и мы смелые люди, так что нам ещё хотеть?

Оригинальный текст (нем.)Wir haben die Medizin und sind tapfere Leute. Warum sollen wir warten?
Итак, матумби были обречены на первое вооружённое выступление против колониальной администрации, что и произошло.